# Coleção Assombração
Coleção Assombração foi uma publicação periódica de histórias em quadrinhos da EDIOURO. Circulou entre 1995 a 1996 e durou ao todo 8 números e 3 edições especiais. É considerada como sendo "sucessora" da antiga onda de terror dos anos 1970 e 1980, em que revistas como Spektro, Sobrenatural, Histórias do Além, Pesadelo, Neuros, entre tantas fizeram muito sucesso nas bancas brasileiras daquele período.

## Todas as edições
- Coleção Assombração Nº1 - Enrevista com o lobisomem (52 páginas)
- Coleção Assombração Nº2 - Ritual Macabro
- Coleção Assombração Nº3 - Vampiras
- Coleção Assombração Nº4 - Cripta Maldita!
- Coleção Assombração Nº5 - A Noite dos Zumbis!
- Coleção Assombração Nº6 - O Homem do Patuá[2]
- Coleção Assombração Nº7 - Casos Verídicos de Terror ("Histórias enviadas por nossos leitores!" consta na capa)
- Coleção Assombração Nº8 - O Retorno da Vampira

### Edições especiais/extras
- Coleção Assombração Especal Nº1/Almanaque Assombração
- Seleções de Assombrações (176 páginas)
- Seleções de Assombração Super Nº2

## Artistas
- Júlio Shimamoto
- Ofeliano de Almeida
- Marcelo Quintanilha/(como Marcelo Gaú)
- Ronaldo Devil
- Elmano Silva